# Иван Савов (кмет)
Иван Савов Савов е български офицер и политик, кмет на Ботевград в периода 26 май 1934 – 9 юли 1940 г.

## Биография
Роден е в Пирдоп. Пристига в Ботевград като офицер от Шестнадесети пехотен ловчански полк. Жени се за дъщерята на ботевградчанина Нако Диков. На 26 май 1934 г. е назначен за кмет на Ботевград със заповед на Министъра на вътрешните работи. Подава оставка по собствено желание на 9 юли 1940 г. По време на неговото управление, на 1 декември 1934 г. Орхание е преименувано на Ботевград. Пълната гимназия в града е закрита и остава само реалната. Създава се АД „Светлина“, което електрифицира града. Главен акционер на дружеството е Популярна банка, а далекопроводът е осветен през април 1940 г. Направено е пазарище в града и е създадена пожарна команда. През 1938 г. е открит паметника на Стамен Панчев, а в 1939 г. – на Христо Ботев. Дарител за тяхното построяване е Карл Попоушек.